# برایان کیبل
برایان پیتر کیبل (انگلیسی: Bryan Kibble (۲۰ اکتبر ۱۹۳۸ – درگذشته ۲۸ آوریل ۲۰۱۶) فیزیکدان اهل بریتانیا و مترولوژیست پیشگام بود. او مخترع تراز کیبل، نسخه بهبودیافته ترازوی فعلی بود که برای تحقق واحد جرم SI، کیلوگرم توسعه یافته بود.

## سال‌های نخستین
کیبل در لتکام رجیس (برکشایر پیشین، اکنون بخشی از آکسفوردشایر) در خانواده الن و هربرت کیبل به دنیا آمد. پدرش یک درجه‌دار پلیس بود. او کوچک‌ترین از چهار فرزند بود. از کودکی به تعمیر وسایل الکتریکی و مکانیکی علاقه داشت. او از سال ۱۹۵۰ تا ۱۹۵۷ در مدرسه ابینگدون تحصیل کرد، جایی که موفقیت تحصیلی قابل توجهی به دست آورد. او برنده جوایز متعددی برای فیزیک، ریاضیات و علوم شد و بورسیه بنت دریافت کرد. او علاوه بر بازی در تیم‌های هاکی و راگبی، عضو انجمن مناظره و رویس نیز بود.
به او یک بورس تحصیلی آزاد برای تحصیل علوم طبیعی در کالج مسیح، آکسفورد اعطا شد. او در آنجا همسر آینده‌اش گرینفیلد را ملاقات کرد و آنها در سال ۱۹۶۴ ازدواج کردند، همان سالی که به او مدرک DPhil (پی‌اچ‌دی) در موضوع طیف‌سنجی اتمی اعطا شد.